# Mitt Romney
Willard Mitt Romney (născut 12 martie 1947) a fost cel de-al 70-lea guvernator al statului Massachusetts. Ales în 2002, Romney a servit un mandat și nu a candidat pentru a fi reales în 2006; mandatul său a expirat la data de 4 ianuarie 2007.
A fost unul din candidații la nominalizarea Partidului Republican pentru alegerile prezidențiale din anul 2008 din Statele Unite ale Americii. La alegerile din 2012 a candidat din nou și a obținut nominalizarea partidului, dar a pierdut alegerile în fața președintelui în funcție, democratul Barack Obama.
Este unul dintre cofondatorii firmei de investiții Bain Capital, care administrează active în valoare de peste 65 de miliarde de dolari.